# SIMAP@home
SIMAP — расшифровывается как «Similarity Matrix of Proteins», представляет собой базу данных о сходстве белков, созданную с помощью добровольных вычислений, которая свободно доступна для научных целей. SIMAP использует алгоритм FASTA для предвычисления сходства белков, пока другое приложение использует скрытую Марковскую модель для поиска доменов белка.
SIMAP является совместным проектом Мюнхенского технического университета и Национального исследовательского центра окружающей среды и здоровья в Нойерберге.
В четвертом квартале 2010 года, проект переехал в Венский университет.
C 2011 года, данные SIMAP используются в базе данных белок-белковых взаимодействий STRING (с версии 9.0), вместо данных BLAST, выполненных для предыдущих версий STRING.
Проект обычно выдает задания в начале каждого месяца.
Проект SIMAP закрыт в 2014 году. Разработчиками анонсирован SIMAP 2.

## SIMAP 2
В проекте рассчитывается сходство посредством алгоритма Смита — Ватермана.